# Minas de Oro
Minas de Oro es un municipio del departamento de Comayagua en la República de Honduras.

## Toponimia
Su nombre se deriva de la riqueza mineral existente en esa zona, explotada desde finales del siglo XIX. Y también que en una de las visitas que hizo Juan Lindo a este lugar descubrió una mina de oro. Por lo que siguieron llamándole "Minas de Oro".

## Límites
El Municipio de Minas de Oro, se encuentra en la zona central de Honduras, en el norte del Departamento de Comayagua.
Comparte el lago artificial de la represa hidroeléctrica General Francisco Morazán (El Cajón).
Su término municipal es bordeado por:
- Río del Agua Caliente

- Río Sulaco

- Río Yauyupe

Está rodeada por:
- Cerro Grande
- Cerro El Cobre
- Cerro El Peñón

| Orientación | Límite                                       |
| ----------- | -------------------------------------------- |
| Norte       | Municipio de Victoria, Yoro                  |
| Sur         | Municipio de Esquías, Comayagua              |
| Sur         | Municipio de San Luis, Comayagua             |
| Este        | Municipio de El Porvenir, Atlántida          |
| Este        | Municipio de San José del Potrero, Comayagua |
| Oeste       | Municipio de La Libertad, Comayagua          |
| Oeste       | Municipio de San Luis, Comayagua             |

Su Extensión Territorial es de 392.6 km².
Se encuentra al noreste del departamento de Comayagua, a 150 km de Tegucigalpa, M.D.C.
Doce quebradas atraviesan la población, cuando los rayos solares al sentarse sobre sus cristalinas aguas, dejan ver con claridad la marmaja que en su fondo brilla con fulgurante resplandor llamada por muchos “engaña bobos”, por otros “oro de tontos”, lo que necesariamente, obliga a la construcción de puentes. De la cima del Cerro de Cáscaras, al norte de la población, se aprecia el pueblo en forma de una gran cruz verde con aspecto de nacimiento navideño.

## Clima
Tiene excelente clima, la temperatura oscila entre los 18 y 28 °C en invierno. La precipitación pluvial anual es de 100.5 más o menos. La altura de la zona poblada es de 3,281 psnm, habiendo en los alrededores alturas hasta de 5,000 pies, entre otros el famoso Cerro Pelón o Cerro Cacalotepe en cuya cima tiene dos bocas, se cree que fue un antiguo volcán por las rocas graníticas que se encuentran dispersas por todo el contorno; de su cima se pueden apreciar comunidades de tres departamentos: Valle de Siria, Talanga, Yorito; y El Río Grande o Río Sulaco entre otros.

## Historia
El municipio de Minas de Oro fue fundado en el año de 1534, cuando habitantes de Cedros (Francisco Morazán) en su afán de lavar oro, comenzaron a establecerse en este lugar, al cual al principio le llamaron “ Minitas Viejas”. Su ubicación inicial fue donde actualmente es la comunidad de “Casas Viejas” La fundación de Minas de Oro se debió en gran parte por la abundancia de lavaderos de oro y que los vecinos optaron como su patrimonio, habiendo llegado de diferentes lugares familias a poblarlo, allá por el año 1744 se organizó la primera municipalidad a cargo del alcalde el Señor Manuel Valle. La fundación legal es reconocida en el año 1820, pero recibe la categoría de municipio en el año 1844.
Es uno de los pueblos más jóvenes de la república. A partir de 1830, buscadores de oro de diferentes nacionalidades empezaron a establecerse en la zona. Centro y suramericanos, españoles, franceses, norteamericanos; estos trajeron gente de origen africano. La primitiva reducción de casas existió con el nombre de Minitas Viejas, en el lugar llamado hoy Casas Viejas, más o menos a dos kilómetros del extremo norte de la actual población y cuyo nombre Minas de Oro, se originó por la explotación de los yacimientos minerales. 
En los albores de su fundación el Licenciado Juan Lindo, siendo presidente de la nación organizó una empresa minera en sociedad con un alemán de apellido Struber, un inglés de apellido Smith y un descendiente del gobernador colonial José Tinoco de Contreras, el Tribuno Cedreño Álvaro Contreras descendía del empresario socio del Licenciado Juan Lindo.
Residieron en esta zona, también el General Mariano Álvarez, quien al mando del General Florencio Xatruch capturó y fusiló al filibustero norteamericano William Walker en la ciudad colonial de Trujillo el 12 de septiembre de 1860, desvaneciendo el osado sueño de Walker de fundar la república esclavista centroamericana. Fueron otros residentes de la comunidad largos años el Doctor Vicente Mejía Colindres Presidente constitucional de la república entre 1929-1932 y el Profesor Joaquín Rodas Mexicanos, un escritor de origen guatemalteco, cuya obra “Morazánica” es un homenaje al héroe de la Unión Centroamericana.
En la administración del Doctor Policarpo Bonilla se trasladó a este pueblo la cabecera del Círculo de Cabañas (antigua división administrativa de Honduras), por gestiones de los vecinos, siendo resueltas tales peticiones allá por el año 1893, en tiempos del General Domingo Vásquez, dicho círculo estaba formado por los Municipios de Minas de Oro, Esquías y San José del Potrero.
Fue en 1910 llegó a este pueblo el ciudadano norteamericano Harold Irvin Brosius, como químico de la antigua compañía de cobre y oro (antigua Gold Cooper Minning Company of Iran), se graduó como Ingeniero de Minas en la Universidad de Minesota en Estados Unidos en 1904. Fue uno de los benefactores de Minas de Oro, fundó la Escuela Granja El Malcotal, allá por los años de 1914, fue un gran educador. En su escuela se formaron muchos jóvenes humildes y de escasos recursos, además de jóvenes hondureños, también centroamericanos, americanos y suramericanos. Para 1930 llegó a este lugar la religiosa canadiense Mabel Rowel, fundadora del Colegio Evangélico de este pueblo, mujer profundamente humanitaria, de alta y clara visión progresista. Ambos educadores fueron sepultados en el cementerio de esta población por expresa voluntad de ellos. En 1943 vino el sacerdote norteamericano Juan T. Newell, quien fundó el jardín de niños, Escuela Primaria y Colegio San Antonio. Aquí ejercieron un verdadero apostolado de la enseñanza los profesores Libia Rodríguez y David de Jesús Pineda, esposos, ella de origen nicaragüense y él salvadoreño, actualmente funciona en Minas de Oro un Kinder Garden, cuatro escuelas de enseñanza primaria, dos colegios de segunda enseñanza diurna y uno nocturno, un colegio diversificado donde se imparten carreras de Secretariado, Bachillerato y Comercio.
La principal vía de comunicación con Tegucigalpa fue trazada y dirigida en la década de los 30 por el Ingeniero nativo Antonio Zavala Sarmiento. La ciudadanía del lugar cooperó con entusiasmo en los trabajo de esta vía que cruza el Río Grande o Sulaco, límite con el departamento de Francisco Morazán. Minas de Oro, como casi todos los pueblos de Honduras, tiene sus leyendas y casi todas se enmarcan en la codicia por el oro. Existe un detalle también muy significativo y es el hecho que en este pueblo se fundó por primera vez y en la república un comité Pro-paz y Progreso y estuvo en los años 1920 a 1930.  Se tiene la esperanza de que algún día sea un centro turístico, pues es extensible la belleza del lugar y la claridad de su clima y agua. Se inició como municipio el año 1844, siendo los municipios de Cedros en el Departamento de Francisco Morazán, Esquías, Minas de San Antonio y San José del Potrero, municipio de Comayagua que fueron fundados por los españoles y que datan del año 1620. Habiendo una región que consiste en una depresión entre Esquías por el lado sur, san José del Potrero, por el lado noreste y las Minas de San Antonio por el lado noreste, dicha región tiene un relieve bastante quebrado, topografía que hace agradable al municipio y lugar de Minas de Oro. Siendo las Minas de San Antonio uno de los municipios más antiguos, como los demás se fundaron a raíz de la explotación del oro y otros minerales ya que todos estos lugares circunvecinos se encuentran radicados en una zona mineral. Siendo esta región donde se encuentra actualmente la población urbana, el centro de la zona mineralógica que atrae la atención de compañías extranjeras, como la Rosario Mining Co. y la Asarce de Canadá y otras empresas.

El motivo que influyó en los vecinos para justificar la demanda con relación a la cabecera del círculo fue el poderoso incremento que estaba tomando la industria del calzado y que luego se convirtió en el patrimonio, comercio que se había desarrollado con Tegucigalpa y la costa norte hondureña, también se empezaba a cultivar el café en grandes cantidades, lo que era una esperanza para que en un futuro llegara a convertirse en un nuevo patrimonio, de esta manera se marcaba cada día más, el progreso del lugar.

Mapa de Honduras.

## Población
Actualmente se proyecta en 13,844 el número de habitantes.

## Educación

### La ciudad educativa
En los años 1990, Minas de Oro fue considerada como la "Ciudad educativa" en Honduras. 
- La Escuela El Malcotal, que fue un ejercicio que luego se replicó en la Escuela Agrícola Panamericana "El Zamorano".
- El Instituto Evangélico de 1956 a 1993 (desaparecido) con internado y donde estudiaron alumnos de todo Honduras y otros países vecinos.
- El Instituto San Antonio. (desaparecido)
- Instituto Técnico Regional:

este cuenta con el centro más grande de la región alberga jóvenes en educaciones de municipios vecinos así como también tiene 2 instalaciones en la aldea de majadas y pimientilla, en donde ya se cuenta con una carrera de bachillerato 
- Escuela Liceo San Antonio,
- Escuela Mariano Álvarez
- Escuela Eleazar Zúñiga

También cuenta con 3 jardines de niños que ya son oficiales y 2 que están es proceso. Las hermosas instalaciones del instituto evangélico están abandonadas por decirlo así en una de ellas funge el Centro Estudiantil Maranata (CDI) que es patrocinado a jóvenes por operaciones internacionales formando a dichos en bases religiosas (cristianos).

## Economía
Esta región es rica en oro, cobre, hierro, platino, plomo, plata y otros, además tenemos mármol en diferentes variedades y formas sin explotar. Los primeros pobladores a raíz de la explotación de minerales llegaron a esta zona alrededor de los años 1780 y fue hasta el año 1830 que se empezó a gestar la fundación del municipio lográndose entre otros propósitos en el año 1844. El primer alcalde fue Manuel del Valle.
Las diferentes actividades económicas de la población del Minas de Oro gira en torno a la agricultura, siendo las principales rubros el cultivo del fríjol, maíz, café y hortalizas en proporciones considerables, en menor escala la ganadería.
Minas de Oro se caracteriza por la fabricación de zapatos en el casco urbano, cabe destacar que este municipio ocupa el primer lugar en zapatería a nivel departamental.

## División Política

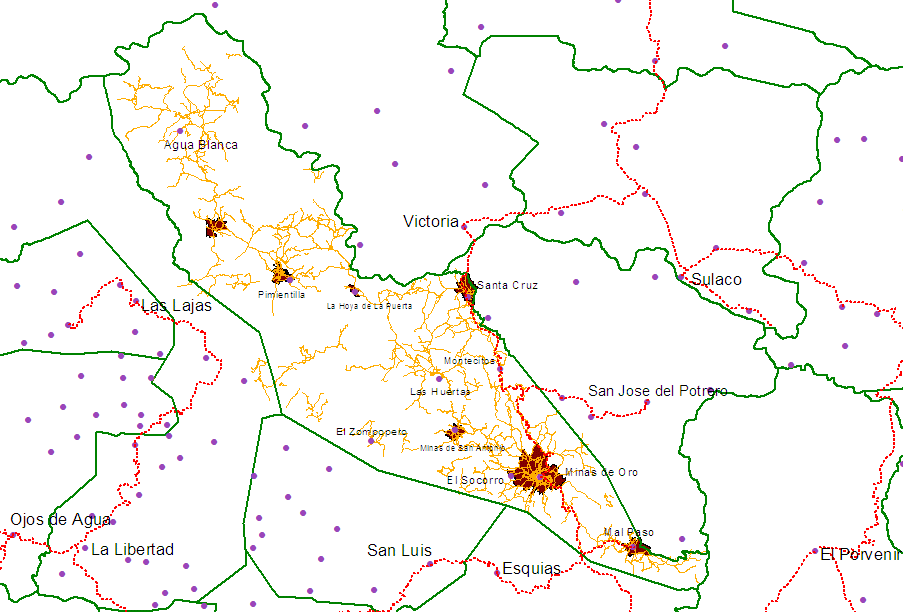
Map of the aldeas

Aldeas: 11 (2013)
Caseríos: 109 (2013)
| Código | Aldea                    |
| ------ | ------------------------ |
| 031101 | Minas de Oro             |
| 031102 | Agua Blanca              |
| 031103 | El Socorro               |
| 031104 | El Zompopero             |
| 031105 | La Hoya de la Puerta     |
| 031106 | Las Huertas              |
| 031107 | Minas de San Antonio     |
| 031108 | Montecitos               |
| 031109 | Pimientilla              |
| 031110 | San Isidro del Mal Paso  |
| 031111 | Santa Cruz               |
|        | El Agua Caliente         |
|        | El Barro                 |
|        | El Caliche               |
|        | El Carao                 |
|        | El Pataste               |
|        | El Peñón                 |
|        | El Tablón                |
|        | El Zapote                |
|        | Hoya del Blanco          |
|        | Irán                     |
|        | Joya del Blanco          |
|        | Jupuare                  |
|        | La Chacara               |
|        | La Joya de Mulas         |
|        | La Laguna                |
|        | La Peña                  |
|        | La Pimientía             |
|        | Las Majadas              |
|        | Las Piñuelas             |
|        | Los Pozos                |
|        | Majada                   |
|        | Mal Paso de Agua Blanca  |
|        | Ojo de Agua              |
|        | Ojo de Agua o Pozo Zarco |
|        | Palo de Agua             |
|        | Patastillo               |
|        | Pie de La Cuesta         |
|        | Potrerillos              |
|        | Río Colorado             |
|        | San José del Coyolar     |

Caseríos
- Canquigue
- Casas Viejas
- Casitas
- Cerro El Sombrero
- Cofradía
- Corralitos
- Cristales
- El Bijao
- El Carrizalito
- El Chorro
- El Filo
- El Guarumal
- El Higuerito
- El Palote
- El Paraíso
- El Salitre
- El Trozo
- Hacienda El Roble
- Hacienda Vallecillos
- Italia
- Jicarito
- La Canada
- La Ceiba
- La Florida
- La Granadilla
- La Marihuana
- La Piedra
- La Rosita
- La Tejera
- Lagunitas
- Las Cruces
- Las Lomitas
- Las Ventanas
- Lava Oro
- Los Chagüites
- Maguelito
- Montañuela
- Nicaragüita
- Nueva York
- Majada de Trino
- Pedernales
- Piedra Ancha
- Platanares
- Quebrachal
- Terrero Colorado
- Tontoles
- Las Huertas

## Hijos destacables
- Nacieron aquí Florencio y Pedro Xatruch, hijos de un matrimonio español. Estos esposos, lo mismo que Mariano Álvarez están sepultados en el cementerio de esta localidad. Florencio Xatruch, general en jefe del ejército libertador de Centroamérica, se cubrió de gloria en la defensa de León en Nicaragua y en la gran batalla de Monte Grande donde el filibustero Walker quedó vencido definitivamente.

Cuenta la historia que la mayoría de sus soldados pronunciaban Catruch por ley del menor esfuerzo y que de esta pronunciación incorrecta nació el término de Catarachos con que se nos conoce a los hondureños. De manera que en cierta forma los hijos de este pueblo somos auténticos Catrachos. 
La espada gloriosa del general Xatruch, se conserva en el Museo Nacional, como fiel testimonio de la lucha que involucra a toda Centroamérica, contra el filibustero norteamericano William Walker. 
- Otros nativos de este pueblo que han ocupado elevados cargos o puestos en gobiernos anteriores se destacan el Perito Mercantil Porfirio Zavala Sandoval, que como Ministro de Hacienda y Crédito Público propició el progreso del municipio de Minas de Oro y en general de los pueblos del “Distrito de Cabañas”.

Es notorio en los hijos de este lugar el afán por la instrucción, Minas de Oro ha tenido y tiene actualmente un número significativo de profesionales distinguidos; 
- Pilar Martínez,
- José María Sandoval,
- Joaquín Burgos,
- Eleazar Zúñiga,
- Edgardo Escoto Díaz, que fue Ministro de Recursos Naturales, en la Administración del General Oswaldo López Arellano,
- Eleazar Nolasco Z.,
- Wilfredo Sandoval Cáliz,
- Rafael Díaz Donaire,
- Guillermo Díaz Escoto, Reynaldo, Rey Benito,
- Marco Aurelio Zavala Sandoval,
- Marcial Cerrato Sandoval,
- Noe Sandoval Escoto,
- Antonio Márquez Cerrato,
- Antonio Padilla Rush,
- Rigoberto Padilla Rush.
- Neida Sandoval, expresentadora del programa Despierta América en el canal estadounidense Univisión ahora embajadora de las aldeas SOS en el país;
- Vicente Cáceres. Este fungió como director del Instituto Nacional que hoy lleva su nombre en honor de su destacada labor. Además fue uno de los más cercanos colaboradores del Presidente Tiburcio Carías Andino y en la actualidad.La familia de Vicente Cáceres aunque permanece en esta localidad sus sobrinas que ahora están en otras familias su hijo Vicente Cáceres Hijo es un doctor reconocido que radica en Tegucigalpa